# Kostel svatého Mikuláše (Lipsko)
Kostel svatého Mikuláše (německy Nikolaikirche) v Lipsku je jedním z kostelů v centru Lipska. Stavba kostela začala roku 1165. V 18. století zde mělo premiéru několik děl německého barokního skladatele Johanna Sebastiana Bacha. Neoklasicistní interiér kostela pochází z konce 18. století.
Kostel byl mimo jiné centrem událostí, které na podzim roku 1989 vyvolaly v tehdejší Německé demokratické republice revoluci (německy Friedliche Revolution), která nakonec vedla k pádu Berlínské zdi v noci ze čtvrtka 9. listopadu na pátek 10. listopadu 1989 a ke sjednocení Německa dne 3. října roku 1990.
Svou kapacitou patří kostel k největším v Sasku.